# ひよぴよえにっき。
『ひよぴよえにっき。』は、琴久花央による4コマ漫画作品。『まんがタイムきららキャラット』（芳文社）2009年2月号~5月号のゲスト掲載を経て、同年7月号より2011年4月号まで連載。

## ストーリー
小学5年生の姉・ちあきと2歳の妹・はるの仲良し姉妹の日常を描く。

## 登場人物
ちあき
小学5年生の女の子。年の離れた妹のはるのことが大好きで、多忙な両親に代わり面倒を見るべく日々奮闘するが、かなりの不器用で、失敗したり転んだりすることもしばしば。
はる
ちあきの妹、2歳。ちーたん（ちあき）が大好き。
ちあきとはるの母親
勤めに出ており、ちあき・はると電話で話したり、正月の話で登場したものの、顔出しはしていない。
きえこ・桃衣
ちあきの同級生。
あおい
公園で出会った2歳の女の子。母親からは「あーちゃん」と呼ばれている。はると仲良くなり、後にはるが通うことになる保育園でもいっしょになる。
うさみん
幼児番組「みんなといっしょ」に登場するウサギのキャラクター。はるのお気に入り。

## 単行本
琴久花央『ひよぴよえにっき。』 芳文社〈まんがタイムKRコミックス〉、全2巻。
1. ISBN 978-4-8322-7901-8 （2010年3月27日発売、2010年4月11日発行）
2. ISBN 978-4-8322-4009-4 （2011年3月26日発売、2011年4月10日発行）